# 프로제리아
프로젤리아(Progeria)는 아동이 걸리는 조로증으로 유년기에 노인의 외모가 되는 유전병이다. 소아조로증이라고도한다. 체모가 없는 증상이 있다. 우성 유전병으로 알려져있다. 그리고 보통 15~17세 정도쯤 되면 사망에 이르고 만다.